# Stor-Kingen
Stor-Kingen är en sjö i Krokoms kommun i Jämtland och ingår i Indalsälvens huvudavrinningsområde. Sjön är 49,6 meter djup, har en yta på 4,81 kvadratkilometer och befinner sig 375,9 meter över havet.

## Delavrinningsområde
Stor-Kingen ingår i det delavrinningsområde (710449-140838) som SMHI kallar för Utloppet av Stor-Kingen. Medelhöjden är 526 meter över havet och ytan är 47,28 kvadratkilometer. Räknas de 5 avrinningsområdena uppströms in blir den ackumulerade arean 56,14 kvadratkilometer. Kingån (Dalbekken) som avvattnar avrinningsområdet har biflödesordning 4, vilket innebär att vattnet flödar genom totalt 4 vattendrag innan det når havet efter 308 kilometer. Avrinningsområdet består mestadels av skog (68 procent) och kalfjäll (24 procent). Avrinningsområdet har 3,73 kvadratkilometer vattenytor vilket ger det en sjöprocent på 7,9 procent.